# Свайнова лофура
Свайнова лофура, или свайнов фазан (лат. Lophura swinhoii), — вид птиц из семейства фазановых. Эндемик Тайваня. Вместе с двумя другими птицами иногда рассматривается как неофициальный национальный символ этого государства, так как её оперение повторяет цвета национального флага. Названа в честь британского натуралиста Роберта Свайно.

## Описание
Длина тела самцов достигает 79 см, из них на хвост приходится 41—50 см. Самки намного мельче, их длина с хвостом не превышает 50 см (хвост 20—22 см). Масса тела — до 1110 г.
Очень разнообразное питание, включая жёлуди, ягоды, бутоны цветов, листья и другие растительные материалы; также дождевые черви, многоножки и термиты.

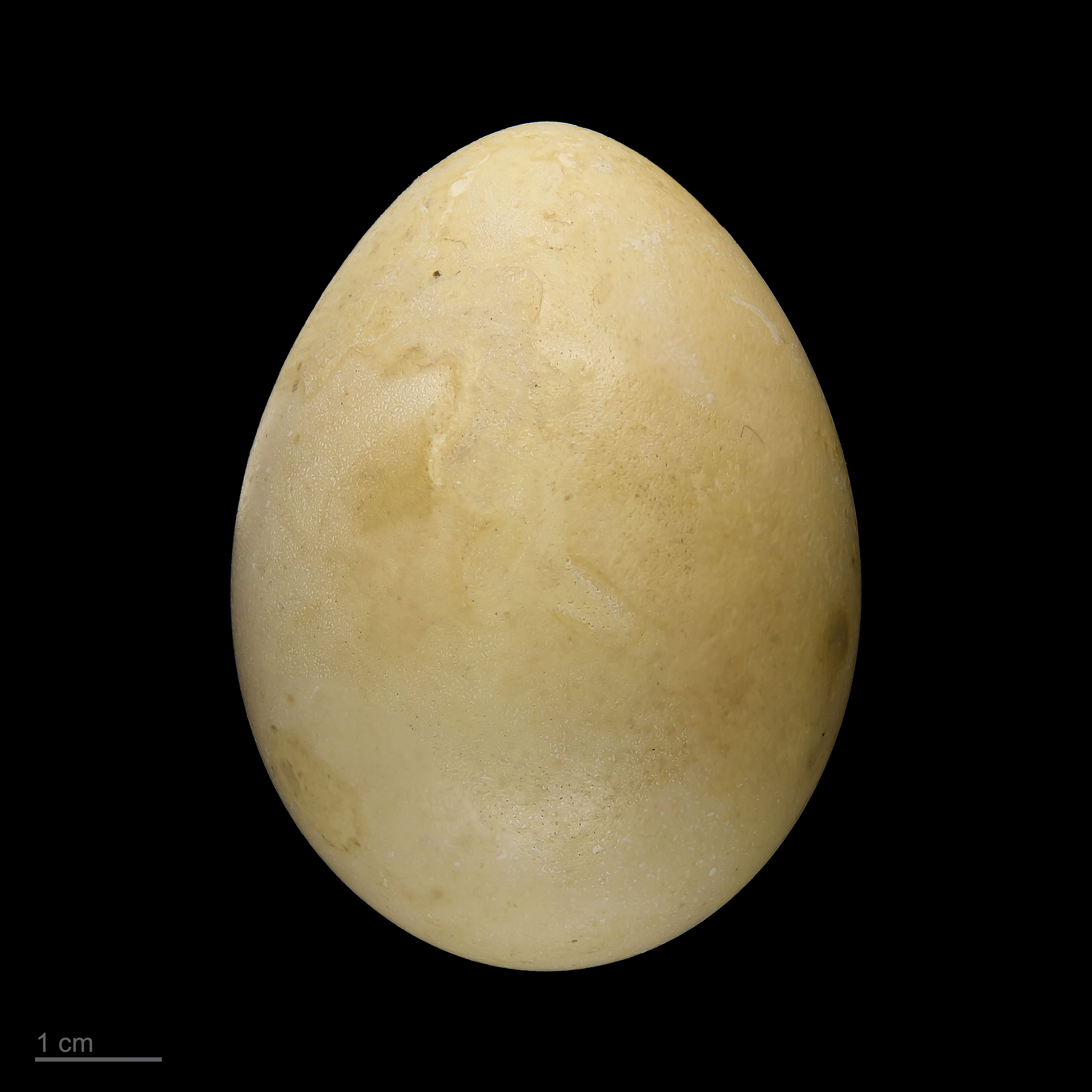
Яйцо. Тулузский музей

## Распространение
Свайнова лофура обитает в горах в центральной части острова Тайваня, в широколиственных лесах вплоть до высоты в 2000 м
МСОП присвоил таксону охранный статус «Близки к уязвимому положению» (NT). Угроза для вида состоит в обезлесивании, раньше вид страдал от интенсивной охоты.